# Torlakisk dialekt

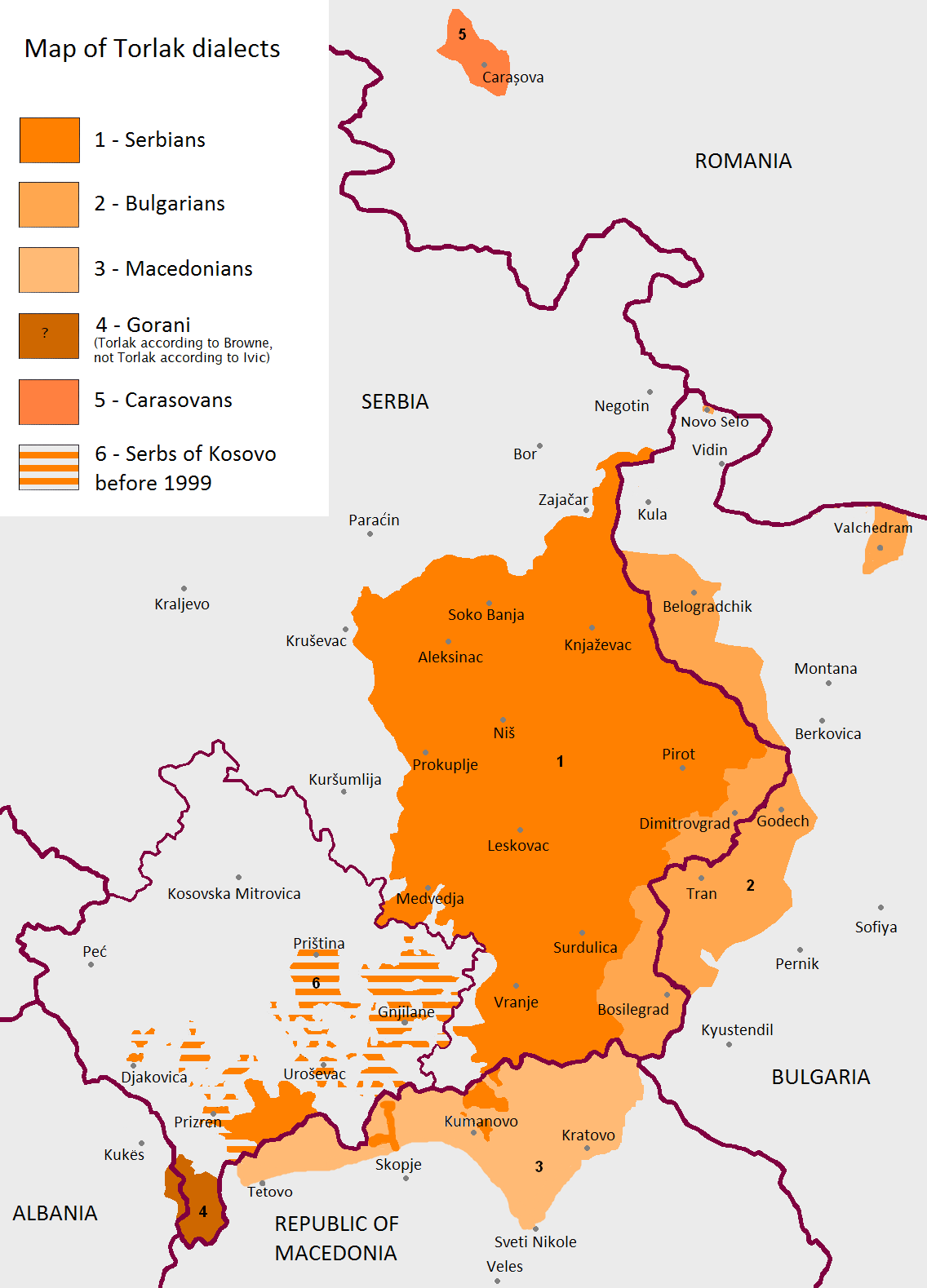
Markerade områden visar där den torlakiska dialekten talas.

Torlakisk dialekt (kyrillisk skrift: Торлашки говор; Торлачки говор, latinsk skrift: Torlački govor) är en slavisk dialekt som talas av serber, bulgarer och makedonier som lever i sydvästra (Prizren-Gora), södra och östra Serbien, nordöstra Nordmakedonien (Kratovo–Kumanovo), västra Bulgarien (Belogradtjik–Godetj–Trăn–Breznik) och vidare i en isolerad exklav i länet Caraș-Severin i Rumänien. 
En del språkvetare klassificerar torlakiska som den fjärde dialekten inom serbokroatiska (tillsammans med štokaviska, čakaviska och kajkaviska) eller en andra makrodialekt inom serbiska språket (tillsammans med štokaviska).
Enligt andra lingvister anses dessa dialekter vara västbulgariska dialekter, vilka man tenderar att referera till som šopski. Šop-dialekten är den andra av två övergångsdialekter, vilka delar de sydslaviska språken i en sydvästslavisk och en sydöstslavisk språkgren. De två dialektregionerna är närliggande och övergår i varandra beroende på region. Torlakiska är inte standardiserad och dess underdialekter varierar påtagligt sinsemellan.